# ترز راکن
ترز راکن (انگلیسی: Thérèse Raquin; [teʁɛz ʁakɛ̃]) رمانی در سال ۱۸۶۸، نوشتهٔ امیل زولا، نویسندهٔ فرانسوی است. این رمان نخستین بار در سال ۱۸۶۷ به صورت ترتیبی در مجلهٔ ادبی L'Artiste منتشر شد. این سومین رمان زولا بود؛ گرچه نخستین رمان بود که باعث شد شهرت گسترده‌ای کسب کند. خیانت و قتل در موضوع رمان در بررسی روزنامه فیگارو پر جنجال مطرح و آشکارا به عنوان «فاسد» خوانده شد.
داستان رمان در مورد زنی به اسم ترز راکن است که به اجبار با پسرعمه‌اش ازدواج می‌کند اما دیگر این شرایط را نمی‌خواهد و با دوست شوهرش، لارن رابطه برقرار می‌کند.
زولا در پیشگفتار خود توضیح می‌دهد که هدف او در این رمان «مطالعه خوی و حالت‌ها و نه شخصیت‌ها» بوده‌است. به دلیل این رویکرد جدا و علمی، ترز راکن را نمونه‌ای از ناتورالیسم می‌دانند.
ترز راکن برای نخستین بار به عنوان نمایشنامه‌ای در سال ۱۸۷۳ توسط شخص زولا اقتباس شد. از آن به بعد بارها به صورت فیلم، مینی سریال تلویزیونی، نمایش‌های موزیکال و اپرا اقتباس شده‌است.